# Matthias Verreth
Matthias Verreth (Herentals, 20 febbraio 1998) è un calciatore belga, centrocampista del Bari.

## Biografia
È sposato con Se'li Muyabo, arredatrice di interni, con cui ha avuto due figli Amelia Madelyn e Elliot Charles.
Il 27 luglio 2025, mentre si trovava in ritiro con il Bari, è stato informato dalla moglie che il figlio di un anno e due mesi, Elliot Charles, è venuto a mancare mentre si trovava ricoverato in ospedale a causa di un virus.

## Caratteristiche tecniche
Gioca sia come ala destra che come ala sinistra, può essere impiegato pure come trequartista, Varreth usa le sue abilità realizzative affidandosi al destro, il suo piede forte. Benché all'inizio si prestasse nel ruolo di attaccante, con il proseguire della propria carriera gli vengono assegnati posizioni più arretrate, potendo giocare anche come mediano e difensore centrale. È capace di segnare anche con i calci di punizione.

## Carriera

### Club

#### PSV
Cresciuto nelle giovanili del PSV, Verreth ha debuttato nel calcio professionistico militando nella seconda squadra del medesimo club: il Jong PSV, giocando tre stagioni in Eerste Divisie, la seconda serie olandese. Il 27 ottobre 2018 ha fatto il suo debutto in Eredivisie nella prima squadra del PSV, in quella che rimane a tutt'oggi la sua unica presenza in una massima serie nazionale.

#### Waasland-Beveren e Kolding IF
Nel luglio 2019 è tornato in Belgio, firmando un contratto di 3 anni con il Waasland-Beveren. Nel febbraio 2021 è stato ceduto in prestito al club danese del Kolding IF in 1. Division, seconda serie danese.

#### Eindhoven e Willem II
Il 9 gennaio 2022 ha firmato per l'Eindhoven, in Eerste Divisie, tornando nei Paesi Bassi fino alla fine della stagione.
Il 2 luglio 2022 si è trasferito al Willem II con un contratto di due anni, disputando ancora due stagioni nella seconda serie olandese.

#### Brescia e Bari
Il 26 giugno 2024 viene acquistato a titolo definitivo dal Brescia, in Serie B. Con i lombardi debutta in una gara ufficiale l'11 agosto 2024, nei trentaduesimi di Coppa Italia contro il Venezia. Segna la sua prima rete con il Brescia il 30 settembre 2024, alla settima giornata contro la Cremonese su calcio di punizione vincendo per 3-2. Il 13 maggio 2025, nella partita contro la Reggiana dell'ultimo turno di campionato, segna il gol del decisivo 2-1 che vale la salvezza del Brescia.
Il 3 luglio dello stesso anno rimane svincolato a seguito del fallimento della società lombarda. Il 16 luglio firma un contratto triennale con il Bari, in Serie B.

### Nazionale
Ha nella Nazionale Under-17 del Belgio, il 30 gennaio 2014 gioca un'amichevole contro l'Inghilterra segnando la rete del 2-1 ottenendo una vittoria. Durante le qualificazioni per l'Europeo Under-17 Verreth realizza una doppietta vincendo per 4-1 ai danni della Bosnia ed Erzegovina. Ottiene la convocazione anche per il Campionato mondiale di calcio Under-17 dove vince il bronzo, segna la rete del 2-0 sconfiggendo la Corea del Sud. 
Conta una presenza con la Nazionale Under-21, ottenuta durante le qualificazioni al campionato europeo di categoria del 2021.

## Statistiche

### Presenze e reti nei club
Statistiche aggiornate al 17 agosto 2025.
| Stagione                | Squadra                 | Campionato              | Campionato | Campionato | Coppe nazionali | Coppe nazionali | Coppe nazionali | Coppe continentali | Coppe continentali | Coppe continentali | Altre coppe | Altre coppe | Altre coppe | Totale | Totale |
| Stagione                | Squadra                 | Comp                    | Pres       | Reti       | Comp            | Pres            | Reti            | Comp               | Pres               | Reti               | Comp        | Pres        | Reti        | Pres   | Reti   |
| ----------------------- | ----------------------- | ----------------------- | ---------- | ---------- | --------------- | --------------- | --------------- | ------------------ | ------------------ | ------------------ | ----------- | ----------- | ----------- | ------ | ------ |
| 2016-2017               | Jong PSV                | EED                     | 20         | 2          | -               | -               | -               | -                  | -                  | -                  | -           | -           | -           | 20     | 2      |
| 2017-2018               | Jong PSV                | EED                     | 29         | 7          | -               | -               | -               | -                  | -                  | -                  | -           | -           | -           | 29     | 7      |
| 2018-2019               | Jong PSV                | EED                     | 31         | 7          | -               | -               | -               | -                  | -                  | -                  | -           | -           | -           | 31     | 7      |
| Totale Jong PSV         | Totale Jong PSV         | Totale Jong PSV         | 80         | 16         | -               | -               | -               | -                  | -                  | -                  | -           | -           | -           | 80     | 16     |
| 2018-2019               | PSV                     | ED                      | 1          | 0          | CO              | 0               | 0               | -                  | -                  | -                  | -           | -           | -           | 1      | 0      |
| 2019-2020               | Waasland-Beveren        | PL                      | 18         | 1          | CB              | 1               | 0               | -                  | -                  | -                  | -           | -           | -           | 19     | 1      |
| 2020-gen. 2021          | Waasland-Beveren        | PL                      | 4          | 0          | CB              | 1               | 0               | -                  | -                  | -                  | -           | -           | -           | 5      | 0      |
| gen.-giu. 2021          | Kolding IF              | 1D                      | 14         | 1          | CD              | 0               | 0               | -                  | -                  | -                  | -           | -           | -           | 14     | 1      |
| 2021-gen. 2022          | Waasland-Beveren        | CPL                     | 8          | 0          | CB              | 1               | 0               | -                  | -                  | -                  | -           | -           | -           | 9      | 0      |
| Totale Waasland-Beveren | Totale Waasland-Beveren | Totale Waasland-Beveren | 30         | 1          | -               | 0               | 0               | -                  | -                  | -                  | -           | -           | -           | 33     | 1      |
| gen.-giu. 2022          | Eindhoven               | EED                     | 17         | 0          | CO              | 0               | 0               | -                  | -                  | -                  | -           | -           | -           | 17     | 0      |
| 2022-2023               | Willem II               | EED                     | 34+1       | 4          | CO              | 0               | 0               | -                  | -                  | -                  | -           | -           | -           | 35     | 4      |
| 2023-2024               | Willem II               | EED                     | 36         | 1          | CO              | 2               | 0               | -                  | -                  | -                  | -           | -           | -           | 38     | 1      |
| Totale Willem II        | Totale Willem II        | Totale Willem II        | 71         | 5          | -               | 0               | 0               | -                  | -                  | -                  | -           | -           | -           | 70+1   | 5      |
| 2024-2025               | Brescia                 | B                       | 32         | 4          | CI              | 2               | 0               | -                  | -                  | -                  | -           | -           | -           | 34     | 4      |
| 2025-2026               | Bari                    | B                       | 0          | 0          | CI              | 1               | 0               | -                  | -                  | -                  | -           | -           | -           | 1      | 0      |
| Totale carriera         | Totale carriera         | Totale carriera         | 255        | 27         |                 | 8               | 0               |                    | -                  | -                  |             | -           | -           | 263    | 27     |

### Cronologia presenze e reti in nazionale
| Cronologia completa delle presenze e delle reti in nazionale ― Belgio under 21 | Cronologia completa delle presenze e delle reti in nazionale ― Belgio under 21 | Cronologia completa delle presenze e delle reti in nazionale ― Belgio under 21 | Cronologia completa delle presenze e delle reti in nazionale ― Belgio under 21 | Cronologia completa delle presenze e delle reti in nazionale ― Belgio under 21 | Cronologia completa delle presenze e delle reti in nazionale ― Belgio under 21 | Cronologia completa delle presenze e delle reti in nazionale ― Belgio under 21 | Cronologia completa delle presenze e delle reti in nazionale ― Belgio under 21 |
| Data                                                                           | Città                                                                          | In casa                                                                        | Risultato                                                                      | Ospiti                                                                         | Competizione                                                                   | Reti                                                                           | Note                                                                           |
| ------------------------------------------------------------------------------ | ------------------------------------------------------------------------------ | ------------------------------------------------------------------------------ | ------------------------------------------------------------------------------ | ------------------------------------------------------------------------------ | ------------------------------------------------------------------------------ | ------------------------------------------------------------------------------ | ------------------------------------------------------------------------------ |
| 6-10-2019                                                                      | Wrexham                                                                        | Galles under 21                                                                | 1 – 0                                                                          | Belgio under 21                                                                | Qual. Europeo Under-21 2021                                                    | -                                                                              | 89’                                                                            |
| Totale                                                                         |                                                                                | Presenze                                                                       | 1                                                                              |                                                                                | Reti                                                                           | 0                                                                              |                                                                                |

## Palmarès

### Competizioni nazionali
- Eerste Divisie: 1

Willem II: 2023-2024